# Briest (Tangerhütte)
Briest ist ein Ortsteil der Ortschaft Tangerhütte der Stadt Tangerhütte im Landkreis Stendal in Sachsen-Anhalt, (Deutschland).

## Geographie
Briest, eine Gutssiedlung mit Kirche, liegt zwei Kilometer nordöstlich von Tangerhütte und ist im Osten und Norden von Wald umgeben.
Nachbarorte sind Tangerhütte im Westen, Sophienhof im Südosten und Birkholz im Süden.

## Geschichte

### Mittelalter bis Neuzeit
Im Jahre 1345 erhielt Nikolaus von Bismarck Schloss Burgstall mit seinen Pertinentien, darunter das etwa 10 km nordöstlich liegende Briest, als Lehen vom Brandenburger Markgrafen Ludwig von Bayern. Im Landbuch der Mark Brandenburg von 1375 wird das Dorf als Brist aufgeführt. Es war teilweise wüst und in Besitz des Nikolaus von Bismarck, der 1345 aus der Stadt Stendal verbannt worden war. Briest war damals bereits ein Pfarrdorf, doch gibt es keine Spur der mittelalterlichen Kirche mehr.
1547 errichteten die von Bismarck ein leicht befestigtes Vorwerk auf ihrer Feldmark Briest. Der Streit darüber wurde noch 1559 geführt. 1562 kam es zu einer Vereinbarung (Permutation) mit dem Kurprinzen und späteren Kurfürsten Johann Georg. Dabei mussten die Brüder Heinrich, Friedrich, Jobst und Georg von Bismarck ihre Grundherrschaft in Burgstall gegen die Ländereien des säkularisierten Klosters Krevese in Krevese und des säkularisierten hochstiftisch-havelbergischen Amts Schönhausen sowie Fischbeck eintauschen. Vom Tausch ausgenommen waren aber einige zu Burgstall gehörende Vorwerke, darunter Bindfelde, Döbbelin und Briest. Zusätzlich erhielten die Bismarcks einen vorher strittigen Anteil an der Feldmark Briest, den später nordöstlichen Teil der Gutsfeldmark. Das Vorwerk wurde zum Rittergut aufgewertet, jedoch bald geteilt in einen „kleinen Hof“ (Zubehör der Ludolf'schen Linie in Schönhausen), später eines eigenen Zweiges mit Wohnsitz im erhaltenen Schönhauser Gutshaus, einem einstöckigen Barockbau mit hohem Walmdach, das später als Brauhaus genutzt wurde, und einen „großen Hof“ (der Pantaleon-Linie auf Crevese und Döbbelin). 1730 erwarben die Besitzer des großen Hofes auch den kleinen hinzu.
Das heutige Herrenhaus, inmitten dichter Eichen-, Hainbuchen- und Kiefernwälder gelegen, wurde auf den Grundmauern des älteren, wohl nur leicht befestigten Hauses und unter Verwendung eines begonnenen Neubaus 1624 für Christoph von Bismarck im späten Renaissancestil in rotem Ziegelfachwerk errichtet – der seltene Neubau eines Herrenhauses während des Dreißigjährigen Krieges. Christoph von Bismarck (1583–1655) war kurbrandenburgischer Kriegskommissar und berichtete über die Ereignisse des Krieges in der Altmark in seinem Tagebuch, das 1915 veröffentlicht wurde. Bemerkenswert ist, dass der Krieg in der Altmark zum Bauzeitpunkt noch nicht spürbar war; erst 1627 begannen Einquartierungen und Kontributionen durch die Kriegsvölker Pappenheims. Bei der Belagerung und Zerstörung Magdeburgs und der kurz darauf erfolgten Schlacht bei Werben sowie in den folgenden Jahren wurde die Altmark durch die streitenden Heere verwüstet und ausgeraubt. Das Briester Herrenhaus überstand mehrfache Plünderungen unzerstört.

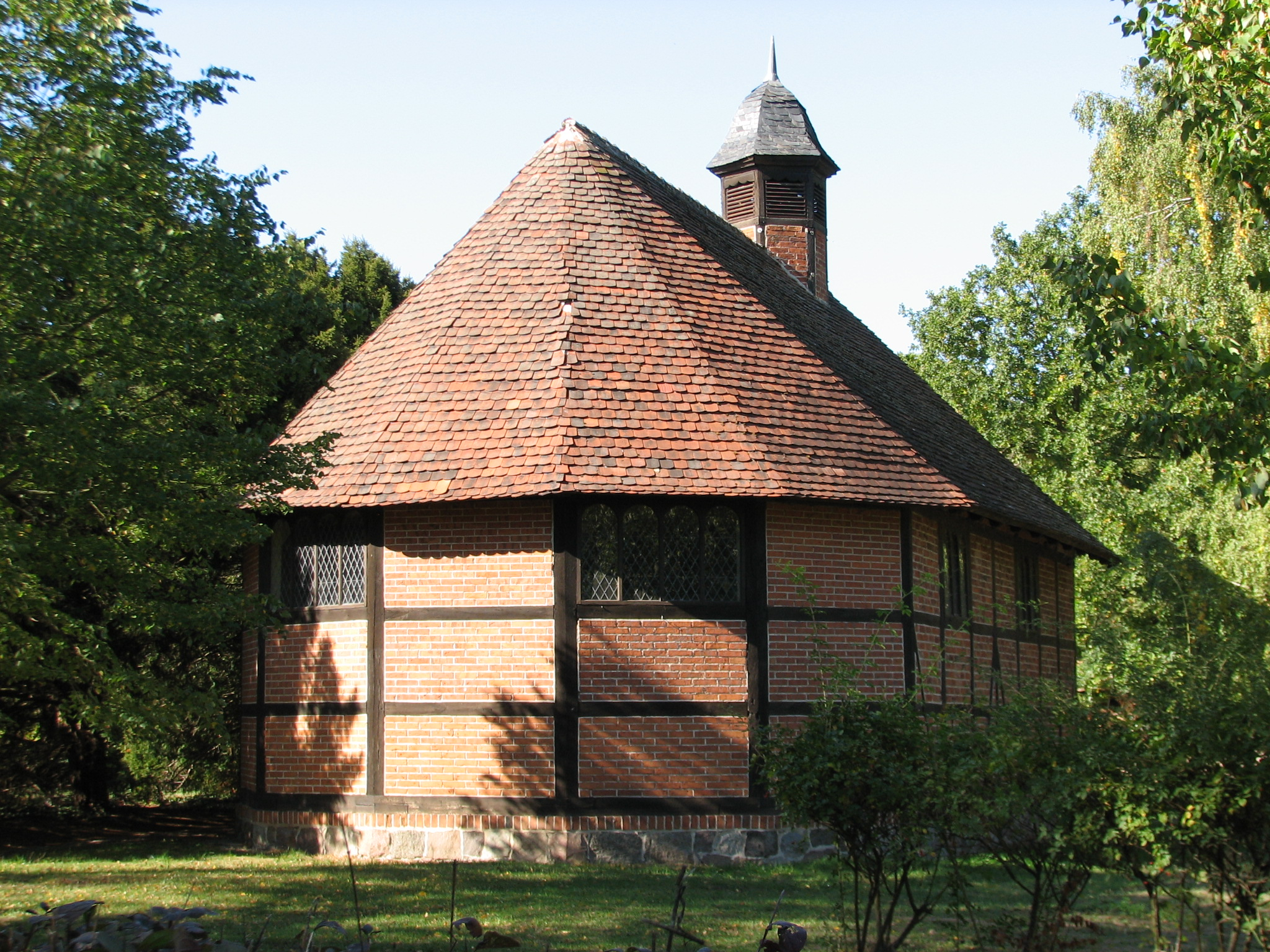
Gutskapelle von 1599

Das Herrenhaus besteht aus dem Haupthaus mit zwei rechtwinkelig angefügten Flügeln. Auf der Hofseite steht ein achteckiger Treppenturm mit Sandsteinportal aus der Erbauungszeit. 1760 ließ Levin-Friedrich von Bismarck an der Ostseite einen massiv gemauerten Turm mit quadratischem Grundriss, den „Gewitterturm“, errichten, angeblich aufgrund des Volksglaubens, dass der Blitz in massive Gebäude nicht so oft einschlüge wie in Fachwerkbauten; tatsächlich wohl eher, um das Guts- und Familienarchiv im Falle eines Brandes besser zu schützen. Nach einem Brand 1839 erwog Wilhelm von Bismarck-Briest einen Abriss und Neubau im Stil einer klassizistischen Villa, jedoch ließ er schließlich den beschädigten Teil des Fachwerkhauses im Stil der Renaissance wiederherstellen, nur die beiden Türme erhielten je ein zusätzliches Stockwerk. 1923 wurde an der Südseite ein Fachwerkanbau für Wirtschaftsräume errichtet. Zur Hofanlage gehören die seit den 1990er Jahren restaurierte Kapelle von 1599 (die seit 1979 als Mehrzweckraum entweiht worden war und Witterungsschäden erlitten hatte), das Brauhaus (ehemals Schönhauser Gutshaus), ein Inspektorenhaus aus dem 17. Jahrhundert und weitere Wirtschaftsgebäude aus dem 19. Jahrhundert. Einige Hofgebäude wurden jedoch abgerissen. Der das gesamte Ensemble einschließende Gutspark wurde 1849 im Stil eines Englischen Landschaftsgartens mit Sichtachsen in die Wald- und Feldflur angelegt. Entworfen wurde er von dem in Hannover tätigen Gartenbaudirektor Franz Christian Schaumburg.
1945 wurde die Familie von Bismarck im Zuge der Bodenreform enteignet und von ihrem Anwesen vertrieben. Während der DDR-Zeit waren die Zimmer des Hauses einzeln vermietet, Schloss und Hofgebäude heruntergekommen. Nach der Deutschen Wiedervereinigung 1990 erwarben Friedrich von Bismarck, der Sohn des letzten Besitzers, und seine Frau Maren das Herrenhaus und Teile des Gutslandes zurück. Das Herrenhaus und die Nebengebäude werden seither saniert. Der großzügige Landschaftspark ist zwar verwildert, aber und mit einem zum Badesee vergrößerten Teich noch vorhanden.

### Wasserburg
Das rechteckige Gutsgelände ist im Westen, Süden und Osten von einem schmalen Wassergraben umgeben. Die überbaute Wasserburg am Dorfwestrand steht als Bodendenkmal unter Schutz.

### Wüstungen
Etwa 1 Kilometer nördlich vom Dorf, in den Wald einschneidend und von der Chaussee nach Weißewarthe durchschnitten, liegt eine Ackerbreite Siebenbrüderberg oder Sieben Brüder genannt. Hier soll nach lokaler Überlieferung eine Wüstung liegen. Sichere Spuren einer Siedlung lagen 1909 nicht vor.
Die Ostermark liegt 1,6 Kilometer nördlich vom Dorf im Wald wird der Überlieferung nach als Wüstung bezeichnet. Spuren einer Siedlung waren 1909 nicht bekannt. Lieselott Enders deutet den Ort als das frühere Dorf Wustermark, das 1375 im Landbuch und auch 1562 als Bismarckscher Besitz erwähnt wird.
1896 berichtete Danneil über einen Ort, der zum Schloss Angern gehörte und 1448 einem Lehnsbrief als Dorf und Mark Brist erschien. Die Lage von Dorf und Mark konnte er nicht ermitteln. In einem Lehenbrief für die von der Schulenburg im Jahre 1477 wird dieser Ort als Dorfstette Brist bezeichnet, war also wüst. Lieselott Enders meinte, diese Wüstung sei dem Briest bei Tangerhütte zuzuordnen, so wie es Zahn tat. 1568 wird diese angernsche Mark Briest als Magdeburgisches Gut der von der Schulenburg geführt. Georg Schmidt meinte, es müsse sich hierbei um das Briest jenseits der Elbe handeln.

### Archäologie
1959 wurde von archäologischen Funden nördlich von Briest berichtet. Am Hohen Steig in der Tangerniederung wurden Reste einer Produktionsstätte mit einem Rennofen gefunden, dessen Mantel aus Rotlehm bestand. Es wurde Schlacke geborgen. Als Rohstoff für das Eisen diente der vor Ort abgebaute Raseneisenstein.

### Herkunft des Ortsnamens
Heinrich Sültmann meint, der Name 1375 und 1477 brist stammt vom slawischen Wort für „Ulme“ oder „Rüster“. Aleksander Brückner deutet den Namen als altslawisch brêza für „Birke“.

### Eingemeindungen
Ursprünglich gehörten Gut und Dorf Briest zum Tangermündeschen Kreis der Mark Brandenburg in der Altmark. Zwischen 1807 und 1813 lagen beide im Kanton Grieben auf dem Territorium des napoleonischen Königreichs Westphalen. Nach weiteren Änderungen gehörten Gut und Gemeinde ab 1816 zum Kreis Stendal, dem späteren Landkreis Stendal.
Am 30. September 1928 wurde der Gutsbezirk Briest mit der Landgemeinde Briest vereinigt.
Am 20. Juli 1950 wurde die bis dahin eigenständige Gemeinde Briest nach Tangerhütte eingemeindet.
In einem Gebietsänderungsvertrag zwischen der Stadt Tangerhütte und allen Mitgliedsgemeinden der Verwaltungsgemeinschaft Tangerhütte-Land wurde deren Eingemeindung nach Tangerhütte geregelt. Er trat am 31. Mai 2010 in Kraft. So kam Briest als Ortsteil zur neuen Ortschaft Tangerhütte in der „Einheitsgemeinde Stadt Tangerhütte“.

### Einwohnerentwicklung
| Jahr                   | 1772 | 1790 | 1798 | 1801 | 1818 | 1840 | 1864 | 1871 | 1885 | 1892 | 1895 | 1900 | 1905 |
| Dorf Briest            | 120  | 108  |      | 89   | 116  | 136  | 149  | 130  | 61   | 134  | 05   | 128  | 51   |
| Gut Briest             |      |      | 083  |      |      |      |      | 020  | 088  |      | 077  |      | 082  |
| Schießplatz Grusonwerk |      |      |      |      |      |      |      |      |      |      | 07   |      | 010  |

| Jahr | Einwohner |
| ---- | --------- |
| 1910 | [00]144   |
| 1925 | 152       |
| 1939 | 257       |
| 1946 | 427       |
| 2013 | [00]070   |
| 2014 | [00]071   |

| Jahr | Einwohner |
| ---- | --------- |
| 2018 | [00]68    |
| 2019 | [00]67    |
| 2020 | [00]69    |
| 2021 | [00]73    |
| 2022 | [0]73     |
| 2023 | [0]75     |

Quelle, wenn nicht angegeben, bis 1946:

## Religion
- Die evangelischen Christen aus Briest gehörten früher zur Pfarrei Väthen bei Tangerhütte.[34] Sie werden heute betreut vom Pfarrbereich Tangerhütte im Kirchenkreis Stendal im Bischofssprengel Magdeburg der Evangelischen Kirche in Mitteldeutschland. Die ältesten überlieferten Kirchenbücher für Briest stammen aus dem Jahre 1663.[35]
- Die katholischen Christen gehören zur Pfarrei St. Anna in Stendal im Dekanat Stendal im Bistum Magdeburg.[36]

## Kultur und Sehenswürdigkeiten
- Das Rittergut Briest, die südwestliche Hälfte der Ortslage, steht unter Denkmalschutz.[4]
- Das ehemalige Gutshaus Briest, 1624 für Christoph von Bismarck errichtet, heute ein Wohnhaus, ist ein Bau aus zwei dreigeschossigen Flügeln aus Fachwerk mit Ziegelausmauerung. 1839 ist es nach einem Brand erneuert worden.[37] Es handelt sich um einen der letzten erhaltenen Adelssitze dieser Art in Nordostdeutschland. Das Gebäude befand sich seit seiner Erbauung bis 1945 im Besitz der Familie von Bismarck und wurde nach der Deutschen Wiedervereinigung von ihr wieder zurückerworben und saniert. Desgleichen das auf dem Gutshof befindliche Brauhaus aus dem 18. Jahrhundert, das für Veranstaltungen vermietet wird.
- Die Kapelle Briest wurde im Jahre 1599 in Fachwerksbauweise errichtet. Sie ist der einzige Kirche im Landkreis Stendal, die nach der Reformation gestiftet wurde.[26] Stifter waren Pantaleon von Bismarck, Hypolita von Bismarck und ihr Ehemann Christoph von Alvensleben. Die Kapelle wurde bis 1945 durch die Familie von Bismarck genutzt, danach gab es nur vereinzelt Gottesdienste und das Gebäude verfiel.[38] Die Kapelle war 1979 im Innern völlig zerstört worden.[6] In den 80er Jahren begannen Reparaturarbeiten, 1993 erfolgte eine Restaurierung.[38]
- Der Schloßpark Briest ist ein geschützter Park.[4]

## Persönlichkeiten
- Georg Wilhelm I. von Bismarck (1741–1808), auf Briest, Welle usw., königlich-preußischer Kriegs- und Domänenrat, am Kur- und Neumärkischen Ritterschaftlichen Kreditinstitut Hauptritterschaftsdirektor der Altmark
- Wilhelm von Bismarck-Briest (1803–1877), Politiker, war Gutsherr in Briest